# 俺んちのメイドさん
『俺んちのメイドさん』（おれんちのメイドさん）は、大原ロロンによる日本の4コマ漫画作品。『月刊コミックアライブ』（KADOKAWA・メディアファクトリー）にて2015年5月号から9月号まで連載。『コミックキューン』2015年10月号（独立創刊号）より同誌に移籍し2020年12月号をもって完結した。
同級生が住み込みのメイドになったのを機に繰り広げられるコメディ作品となっている。可愛い絵柄と平和的なストーリーの漫画であるが、設定がかなりカオス。

## 登場人物
君嶋サラ（きみしま サラ）
声 - 三上枝織
本作の主人公。15歳。高校1年生。誕生日11月5日。料理は作るのも食べるのも好き。タカオミの家の庭で空腹で倒れた際に、ヒロフミに助けられたことがきっかけでメイドとして雇われた。ときに後述の小春は同滝蔵にがっつりビジネス対応（敬語や様付け）だが、タカオミに対しては普通のフランクな接し方をしている（但しアミに対しては敬語）。
上木崎タカオミ（かみきざき タカオミ）
声 - 小林裕介
本作の主人公。15歳。三兄弟の次男。サラとは同じクラスではあるが、メイドとして来るまでは顔見知り程度だった。当初はサラが家で働く事に反発していたが、食事とサラの今後を心配し了承している。サラのメイド服を作っている。将来の夢は医者。基本的に兄ヒロフミの言動や行動に引く事が多いが、妹アミに対しては特にそういうところはない。
上木崎アミ（かみきざき アミ）
声 - 金元寿子
タカオミの妹で7歳。小学1年生。アキラに懐いている。一方でサラの事も姉のように慕っている。
アキラ
声 - 内田雄馬
19歳。高校卒業後はフリーターとして造園屋のバイトをしていたが、サラより先に上木崎家に執事として雇われている。アミからの人気を取られたと思いサラに嫉妬のような言動をとるが、サラの元気が無いと励ますこともある。料理が下手。造園屋時代は普通の若者だが執事になった後は結構がっつりの「執事」になっている。
上木崎ヒロフミ（かみきざき ヒロフミ）
声 - 田丸篤志
29歳。サラとアキラを雇った本人。父親が経営する会社に勤めている。メイド服はクラシックメイドとミニスカメイドの両方が好き。タカオミやアミとは異母兄弟で、2年程前に初めて会った。何かと変態さ・行動のおかしさが強調されるが、凄まじい設定のキャラクターが多い中でむしろ普通の現代人である。
橘リノ（たちばな リノ）
声 - 高森奈津美
喫茶店の娘でタカオミやサラの同級生。メイド喫茶に詳しいヒロフミを喫茶店経営者と勘違いしている。料理が独特。多分一番普通の現代人。
みっちゃん
声 - 和多田美咲
サラ、タカオミ、リノの同級生。
宇治家滝蔵（うじいえ たきぞう）
日本茶の会社の後継ぎ息子で高校2年生。タカオミやアミの幼馴染。海外留学をしていたが夏休み明けに帰国し、小春やタカオミ達と同じ高校に通うようになる。怪談が苦手。
柊小春（ひいらぎ こはる）
滝蔵の幼馴染で高校2年生。幼い頃から滝蔵の家に住み込みで家政婦をしている。ヒロフミに助けられたのをきっかけにメイドのバイトを始めたサラと違い、こちらは本格的な家政婦。家ではとにかく、学校でも同級生の滝蔵や後輩のタカオミ、サラに敬語で話し、様付けで呼ぶ無茶な振る舞いをしているが周囲が引くなどの様子は特に見られない。
全般的に現代的な感じのする漫画であるが、実際は戦前要素がかなりあるようだ。

## 書誌情報
一部の店舗にて描き下ろしエピソードが描かれたしおりや小冊子が封入された。
- 大原ロロン『俺んちのメイドさん』 KADOKAWA 〈MFCキューンシリーズ〉、全7巻
  1. 2016年1月27日発売[15]、ISBN 978-4-04-068059-0
  2. 2016年8月27日発売[16]、ISBN 978-4-04-068472-7
  3. 2017年2月27日発売[17]、ISBN 978-4-04-069025-4
  4. 2017年12月27日発売[18]、ISBN 978-4-04-069562-4
  5. 2019年1月26日発売[19]、ISBN 978-4-04-065414-0
  6. 2019年11月27日発売[20]、ISBN 978-4-04-064216-1
  7. 2020年11月27日発売[21]、ISBN 978-4-04-680037-4

## ドラマCD
2016年10月にドラマCD化が発表され、2017年3月1日発売。
- 俺んちのメイドさん ドラマCD（2017年3月1日発売）